# Marquess of Reading

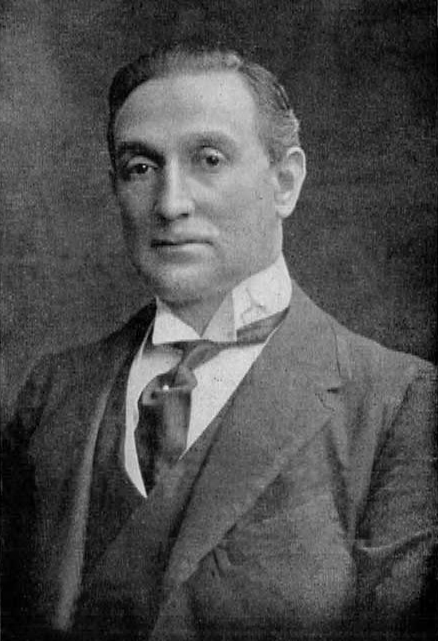
Sir Rufus Isaacs, um 1910

Wappen des Marquess of Reading

Marquess of Reading ist ein erblicher britischer Adelstitel in der Peerage of the United Kingdom, benannt nach der Stadt Reading.
Familiensitz der Marquesses ist Jaynes Court bei Bisley in Gloucestershire.

## Verleihung
Der Titel wurde am 7. Mai 1926 für Rufus Isaacs, 1. Earl of Reading geschaffen. Dieser war Lord Chief Justice of England and Wales und Vizekönig von Indien gewesen. Später wurde er dann noch für einige Monate Außenminister.
Seit der Titel des Marquess of Willingdon (verliehen 1936) 1979 erloschen ist, ist das Marquessate of Reading die jüngste noch bestehende Marquesswürde des Vereinigten Königreichs. Der jeweilige Marquess Reading ist zudem der Jude mit dem höchsten Adelstitel im Vereinigten Königreich.

## Nachgeordnete Titel
Dem 1. Marquess waren bereits am 9. Januar 1914 der Titel Baron Reading, of Erleigh in the County of Berkshire, am 26. Juni 1916 der Titel Viscount Reading, of Erleigh in the County of Berkshire, und am 20. Dezember 1917 die Titel Earl of Reading und Viscount Erleigh, of Erleigh in the County of Berkshire, verliehen worden. Alle diese Titel gehören zur Peerage of the United Kingdom werden als nachgeordnete Titel von jeweiligen Marquess geführt.
Der älteste Sohn des jeweiligen Marquess führt als Titelerbe (Heir Apparent) den Höflichkeitstitel Viscount Erleigh.
Der Titel Baron Reading war bereits 1804 dem ausscheidenden Premierminister Henry Addington angeboten worden. Dieser lehnte damals die Erhebung in den Adelsstand ab, da er durch sie seinen Sitz im House of Commons verloren hätte. Er akzeptierte später den Titel eines Viscount Sidmouth.

## Liste der Marquesses of Reading (1926)
- Rufus Daniel Isaacs, 1. Marquess of Reading (1860–1935)
- Gerald Rufus Isaacs, 2. Marquess of Reading (1889–1960)
- Michael Alfred Rufus Isaacs, 3. Marquess of Reading (1916–1980)
- Simon Charles Henry Rufus Isaacs, 4. Marquess of Reading (* 1942)

Heir Apparent ist der Sohn des jetzigen Marquesses, Julian Michael Rufus Isaacs, Viscount Erleigh (* 1986).